# La Prairie (Quebec)
La Prairie es una ciudad de la provincia de Quebec, Canadá. Es una de las ciudades que conforman la Comunidad metropolitana de Montreal y se encuentra en el condado regional de Roussillon y a su vez, en la región del Vallée-du-Haut-Saint-Laurent en Montérégie. Hace parte de las circunscripciones electorales de La Prairie a nivel provincial y de Brossard−La Prairie a nivel federal.

## Geografía
La Prairie se encuentra ubicada en las coordenadas 45°25′00″N 73°30′00″O / 45.41667, -73.50000. Según Statistique Canada, tiene una superficie total de 43,28 km² y es una de las 1135 municipalidades en las que está dividido administrativamente el territorio de la provincia de Quebec.

## Demografía
Según el censo de 2011, había 23 357 personas residiendo en esta ciudad con una densidad poblacional de 539,7 hab./km². Los datos del censo mostraron que de las 21 763 personas censadas en 2006, en 2011 hubo un aumento poblacional de 1594 habitantes (7,3%). El número total de inmuebles particulares resultó de 9346 con una densidad de 215,94 inmuebles por km². El número total de viviendas particulares que se encontraban ocupadas por residentes habituales fue de 9102.